# 香蕉冠網蝽
香蕉冠網蝽（学名：Stephanitis typica）为網蝽科冠網蝽屬下的一个种。